# Ludovic Giuly
Ludovic Giuly (* 10. července 1976 Lyon, Francie) je bývalý francouzský útočník.
Dříve než přišel do Paris St. Germain hrál za Olympique Lyonnais (1994–98), AS Monaco (1998–2004), FC Barcelona (2004–2007), AS Roma (2007–2008), Paris St. Germain (2008–2011) a znovu za AS Monaco (2011–2012).